# Albrecht Geck
Albrecht Geck (* 5. Juni 1962 in Recklinghausen) ist ein deutscher evangelischer Theologe, Lehrer und Hochschullehrer.

## Leben
Nach dem Abitur am Gymnasium Petrinum in Recklinghausen (Abiturientia 1981) studierte Albrecht Geck Evangelische Theologie, Religionspädagogik, Philosophie und Englisch an der Philipps-Universität in Marburg, der Westfälischen Wilhelms-Universität in Münster und am Ripon College Cuddesdon in Oxford (GB). Er absolvierte sein erstes und zweites Staatsexamen (Sek I/II) in den Fächern ev. Religionslehre und Englisch. Seitdem arbeitete er als Lehrer an Realschulen und Gymnasien, seit 2004 am Pestalozzi-Gymnasium Herne. 1994 promovierte Geck zum Dr. theol. mit einer kirchengeschichtlichen Arbeit über Schleiermacher als Kirchenpolitiker.
Vom Wintersemester 1996/97 bis zum Sommersemester 2004 war er Lehrbeauftragter für Kirchengeschichte sowie Kirchengeschichte und ihre Didaktik an der Universität Dortmund, der Evangelischen Fachhochschule Rheinland-Westfalen-Lippe in Bochum und der Ruhr-Universität Bochum. Seit dem Sommersemester 2008 ist er an der Universität Osnabrück als Lehrbeauftragter für Historische Theologie (Kirchen-, Dogmen- und Konfessionsgeschichte) tätig, wo er sich 2008 im Fach Kirchengeschichte habilitierte und im selben Jahr die Position eines Privatdozenten für Kirchengeschichte erhielt. 2012 wurde er zum außerplanmäßigen Professor an der Universität Osnabrück ernannt. Seit 2010 ist er zudem ehrenamtlicher Leiter des Instituts für Kirchliche Zeitgeschichte des Kirchenkreises Recklinghausen (IKZG-RE). Vom Wintersemester 2014/15 bis zum Wintersemester 2015/16 nahm er eine Vertretungsprofessur für Systematische Theologie am Institut für Evangelische Theologie der Universität Osnabrück wahr.
Von 2009 bis 2022 war Geck 1. Stellvertretender Vorsitzender des Vereins für Westfälische Kirchengeschichte und Mitherausgeber des Jahrbuchs für Westfälische Kirchengeschichte. Seit 2013 ist er Mitglied der Kommission für Kirchliche Zeitgeschichte der Evangelischen Kirche von Westfalen (EKvW). Seit Juni 2023 ist er Kreissynodalarchivpfleger des Kirchenkreises Recklinghausen.
Geck forschte unter anderem über Karl Bauer (1868–1942) als den aktivsten Porträtisten Martin Luthers im 20. Jahrhundert. In seinem Aufsatz Von Cranach zur BILD-Zeitung (2014) legte er Grundlagen einer Kirchen- und Kulturgeschichte der letzten 500 Jahre im Spiegel von Lutherbildnissen. Geck kuratierte im Jahr des Reformationsjubiläums 2017 die Ausstellungen Von Cranach zur BILD-Zeitung und Luther im Visier der Bilder.

## Veröffentlichungen (Auswahl)
Kirchen- und Theologiegeschichte (Historische Theologie)
- Schleiermacher als Kirchenpolitiker. Die Auseinandersetzungen um die Reform der Kirchenverfassung in Preußen (1799–1823). Luther-Verlag, Bielefeld 1997, ISBN 3-7858-0370-2.
- Epochenjahre kirchlicher Zeitgeschichte in der Region: 1918/19 – 1932/33 – 1945/46. In: Helmut Geck (Hrsg.): Kirchenkreisgeschichte und große Politik. Epochenjahre deutscher Geschichte im Spiegel rheinischer und westfälischer Kreissynodalprotokolle (1918/19 – 1932/33 – 1945/46) (= Recklinghäuser Forum zur Geschichte von Kirchenkreisen, Bd. 2). Lit, Münster 2006, S. 11–37.
- Christokratie und Demokratie. Die Presbyterialsynodalverfassung im Kontext konstitutioneller Bestrebungen in Preußen zu Beginn des 19. Jahrhunderts. In: Helmut Geck (Hrsg.): Der Kirchenkreis in der presbyterial-synodalen Ordnung (= Recklinghäuser Forum zur Geschichte von Kirchenkreisen, Bd. 3). Lit, Münster 2008, S. 114–145.
- Autorität und Glaube. Edward Bouverie Pusey und Friedrich August Gotttreu Tholuck im Briefwechsel (1825–1865), eingeleitet und herausgegeben von Albrecht Geck. V&R uni-press, Göttingen 2009, ISBN 978-3-89971-577-4.
- Friedrich Weißler – Bekenntnis und Recht. In: Jürgen Kampmann (Hrsg.): Protestantismus in Preußen. Lebensbilder aus seiner Geschichte, Bd. 4: Vom Ersten Weltkrieg bis zur Teilung Deutschlands. Hansisches Druck- und Verlagshaus, Frankfurt am Main 2011, ISBN 978-3-86921-036-0, S. 263–289.
- „Luther als Persönlichkeit“ – Die Lutherbildnisse Karl Bauers (1868–1942) und das Selbstverständnis des Protestantismus in der ersten Hälfte des 20. Jahrhunderts. In: Zeitschrift für Neuere Theologiegeschichte, Jg. 18 (2011), S. 251–280.
- Die Bundesrepublik in den 1960er und 1970er Jahren – Eine allgemeine Orientierung mit theologiegeschichtlicher Zuspitzung. In: Siegfried Hermle, Jürgen Kampmann (Hrsg.): Die evangelikale Bewegung in Württemberg und Westfalen. Anfänge und Wirkungen (= Beiträge zur Westfälischen Kirchengeschichte, Bd. 39). Luther-Verlag, Bielefeld 2012, ISBN 978-3-7858-0456-8, S. 25–41.
- Von Cranach zur BILD-Zeitung – 500 Jahre Wandlungen des Lutherbildnisses als Spiegel der Kirchen- und Kulturgeschichte. In: Elisabeth Doerk (Hrsg.): Reformatio in Nummis. Luther und die Reformation auf Münzen und Medaillen (Katalog zur Sonderausstellung auf der Wartburg. 4. Mai bis 31. Oktober 2014). Schnell & Steiner, Regensburg 2014, ISBN 978-3-7954-2900-3, S. 78–103.
- Die evangelische Kirche und der Erste Weltkrieg. Das Reformationsjubiläum 1917 im Vest Recklinghausen. In: Jahrbuch für Westfälische Kirchengeschichte, Jg. 111 (2015), S. 237–278.
- Der „deutsche Luther-Geist“. Das Lutherverständnis während des „Dritten Reichs“. In: Luther – 1917 bis heute. Katalog zur Sonderausstellung der Stiftung Kloster Dalheim (31.10.2016 bis 12.11.2017), Lichtenau-Dalheim 2016, S. 40–45.
- Lutherbild und -bildnis im Wandel der Jahrhunderte (1517–2017). In: forum Geschichtskultur Ruhr 01/2017, S. 18–24.
- The Oxford Movement in Europe. In: Stephen Brown, Peter Nockles, James Pereiro (Hrsg.): The Oxford Handbook of the Oxford Movement. Oxford University Press, Oxford 2017, S. 457–468.
- Der Protestantismus und (seine) Bilder. In: Ulrich Heckel, Jürgen Kampmann, Volker Leppin, Christoph Schwöbel (Hrsg.): Luther heute. Ausstrahlungen der Wittenberger Reformation. Mohr Siebeck, Tübingen 2017, S. 248–274.
- 18. Jahrhundert. Luthererinnerung im Zeichen von Aufklärung und Emanzipation. In: Marcel Nieden (Hrsg.): Ketzer, Held und Prediger. Martin Luther im Gedächtnis der Deutschen. Wissenschaftliche Buchgesellschaft, Darmstadt 2017, S. 83–117.
- Luther und die Juden – Ist das die Schattenseite der Reformation? In: Albrecht Geck (Hrsg.): Das Dreifachjubiläum im Kirchenkreis Recklinghausen: 500 Jahre Reformation – 200 Jahre Preußische Union – 110 Ev. Kirchenkreis Recklinghausen (= Recklinghäuser Forum zur Geschichte von Kirchenkreisen Bd. 7). Lit, Münster 2018, S. 149–163.
- „Geschichte müssen wir malen“ – Luther und Melanchthon in Wilhelm von Kaulbachs Monumentalgemälde „Das Zeitalter der Reformation“ (1864). In: Günter Frank, Maria Lucia Weigel (Hrsg.): Reformation und Bildnis. Bildpropaganda im Zeitalter der Glaubensstreitigkeiten. Schnell & Steiner, Regensburg 2018, ISBN 978-3-7954-3126-6, S. 197–215.
- Luther-Worms (1521) und Bismarck-Versailles (1871). Ein Komplementärkult wird etabliert. In: Blätter für württembergische Kirchengeschichte, Jg. 118 (2018), S. 85–99.
- 500 Jahre Verweigerung des Widerrufs. Zur Ikonographie des „Hier stehe ich ...“. In: Markus Wriedt, Werner Zager (Hgg.), Martin Luther auf dem Reichstag zu Worms. Ereignis und Rezeption, EVA, Leipzig 2022, S. 151–177.

Religionsdidaktik (Kirchengeschichtsdidaktik)
- Perspektiven Religion. Arbeitsbuch für die Sekundarstufe II, erarbeitet von Frauke Büchner, Bernhard Dressler, Albrecht Geck u. a. Vandenhoeck & Ruprecht, Göttingen 2000, ISBN 3-525-77558-X.
- Ist der Mensch noch zu retten? Kirche auf dem Weg ins 21. Jahrhundert (= Religionsunterricht praktisch Oberstufe (RUpO), Bd. 1). Vandenhoeck & Ruprecht, Göttingen 2003, ISBN 3-525-61415-2.
- Kirchengeschichte und Lebenswelt. In: Michael Wermke u. a. (Hrsg.): Religionsunterricht in der Sekundarstufe II. Vandenhoeck & Ruprecht, Göttingen 2006, S. 263–270.
- Kirchengeschichte im Religionsunterricht – wie und warum? Vandenhoeck & Ruprecht, Göttingen 2010, ISBN 978-3-647-90003-2.
- Strafsache Luther. Wie Rom die Reformation verhindern wollte. Dokumentarfilm von Thomas Furch und Florian Kröppel. Matthiasfilm. DVD educativ (Art.-Nr. AR02352-001a), Unterrichtsmaterialien und -medien, Infos zum Film etc. von Albrecht Geck, Berlin 2015.

Herausgeberschaften
Bücher
- Kirche – Kunst – Kultur. Recklinghausen und darüber hinaus (= Recklinghäuser Forum zur Geschichte von Kirchenkreisen, Bd. 6). Lit, Münster 2013, ISBN 978-3-643-12076-2.
- Luther im Visier der Bilder. Lutherbildnisse aus fünf Jahrhunderten. Katalog zur Ausstellung des Instituts für Kirchliche Zeitgeschichte des Kirchenkreises Recklinghausen (IKZG-RE) im Institut für Stadtgeschichte / Stadt- und Vestisches Archiv Recklinghausen, vom 8. Oktober 2017 bis zum 20. Januar 2018. Lit, Münster 2017, ISBN 978-3-643-13862-0.
- Das „Dreifachjubiläum“ im Evangelischen Kirchenkreis Recklinghausen. 500 Jahre Reformation – 200 Jahre Preußische Union – 110 Jahre Evangelischer Kirchenkreis Recklinghausen (= Recklinghäuser Forum zur Geschichte von Kirchenkreisen, Bd. 7). Lit, Münster 2018, ISBN 978-3-643-13937-5.

Zeitschriften und Reihen
- Jahrbuch für Westfälische Kirchengeschichte (gemeinsam mit Christian Peters und Jürgen Kampmann).
- Recklinghäuser Forum zur Geschichte von Kirchenkreisen (gemeinsam mit Günter Brakelmann und Katrin Göckenjan).